# ひと夏の経験
「ひと夏の経験」（ひとなつのけいけん）は山口百恵の5枚目のシングル。1974年6月1日にCBS・ソニーより発売された。

## 概要
表題曲、B面曲ともに作詞は千家和也、作曲は都倉俊一が担当しており、デビュー･シングル「としごろ」より5作連続となる。ジャケットの写真は篠山紀信が撮影したもの。
発売から3週目でオリコンのベスト10に登場し、5週目には3位まで上昇、1974年の年間第15位にランクされた。累計売上は75万枚（レコード会社調べ）を記録。この曲がヒットしたことに伴い、百恵はトップアイドルに上り詰めた。
表題曲で第16回日本レコード大賞・大衆賞、第5回日本歌謡大賞・放送音楽賞を受賞。また『第25回NHK紅白歌合戦』に紅組のトップバッターとして初出場を果たした。
題名の通り ″ひと夏の経験″ をテーマにした曲であるが、「青い果実」から始まる青い性典路線の初期に既に完成されていた曲であり、元のタイトルは「甘い誘惑」。翌年の夏向けシングルとして発売された。歌詞も「女の子の一番大切なものをあげるわ」等と性的なニュアンスを多く含むが、あくまで抽象的な表現に終始している。百恵が自伝『蒼い時』で述べたところによれば、性でなく真心を表現しているとのこと。百恵は当時のマスコミに、「女の子の一番大切なものとは何ですか?」と何度も質問されており、「真心です」と答えている。後に「″処女″ とでも答えて欲しいのだろうか」とも述べている。1975年に、この曲の歌詞について婦人団体「国際婦人年をきっかけとして行動を起こす女たちの会」（後の行動する女たちの会）が女性蔑視であると主張した。
1975年放送の「桃屋の味付根菜」のテレビCM「伊豆の踊り子篇」において、「ひと夏の経験」の歌詞をもじった台詞が使われた。
1999年にはトヨタ自動車の「ターセル/コルサ/カローラII」のCMソングとして大谷みづほ（現：大谷みつほ）の歌唱による本楽曲の替え歌が使用されていた。

## 収録曲
| 全作詞: 千家和也、全作曲: 都倉俊一、全編曲: 馬飼野康二。 |                  |          |            |
| #                                                        | タイトル         | 作詞     | 作曲・編曲 |
| 1.                                                       | 「ひと夏の経験」 | 千家和也 | 都倉俊一   |
| 2.                                                       | 「太陽の友達」   | 千家和也 | 都倉俊一   |

## 品番
- 1974年6月1日 - EP: SOLB 144（シングル）

## 関連シングル
- 1978年4月21日 - EP: 06SH 297（「GOLDEN SINGLE」 片面: ちっぽけな感傷）
- 1989年3月21日 - 8cmCD: 10EH 3175（「Platinum Single SERIES」 C/W: ちっぽけな感傷）
- 2004年5月19日 - 8cmCD: MHCL 10018（オリジナル・カラオケ、「15歳のテーマ ひと夏の経験」 初回紙ジャケ仕様盤）

## 関連作品
- ひと夏の経験
  - 15歳のテーマ ひと夏の経験
  - 山口百恵ヒット全曲集 -1974年版-
  - Best of Best 山口百恵のすべて
  - 33 SINGLES MOMOE
  - 山口百恵ベスト・コレクション
  - 百恵復活
  - 百恵クライマックス
  - 百惠辞典
  - 山口百惠ベスト・コレクションII 〜いい日旅立ち〜
  - ベスト・セレクション Vol.1
  - GOLDEN J-POP/THE BEST 山口百惠
  - 2000 BEST 山口百恵 ベスト・コレクション
  - GOLDEN☆BEST 山口百恵 PLAYBACK MOMOE part2
  - MOMOE PREMIUM
  - MOMOE PREMIUM update
  - Complete MOMOE PREMIUM
  - 山口百恵ベスト・コレクション VOL.1
  - コンプリート百恵伝説
  - GOLDEN☆BEST 山口百恵 コンプリート・シングルコレクション

- ひと夏の経験（ライブ音源）
  - 百恵ライブ -百恵ちゃん祭りより-
  - MOMOE ON STAGE
  - 伝説から神話へ -BUDOKAN…AT LAST-
  - MOMOE LIVE PREMIUM

- 太陽の友達
  - 15歳のテーマ ひと夏の経験
  - 山口百恵ヒット全曲集 -1974年版-
  - 百惠辞典
  - MOMOE PREMIUM
  - Complete MOMOE PREMIUM
  - コンプリート百恵伝説

## カバーしたアーティスト
- リンリン・ランラン （1974年発売、アルバム『陽気な恋のキューピッド』に収録）
- 三東ルシア （1975年発売、アルバム『太陽の季節』に収録）
- ブスっ子くらぶ （1987年発売、シングル）
- OG'S （1991年発売、シングル）
- 田中美奈子 （1992年発売、アルバム『TWO HEART』に収録）
- クリヤ・マコト （1993年発売、アルバム『SUKI YAKI』に収録）
- 三宅亜依 （1995年発売、アルバム『Ai-NRG』に収録）
- GO!GO!7188 （2002年発売、アルバム『虎の穴』に収録）
- PUFFY （2004年発売、アルバム『山口百恵トリビュート Thank You For…』に収録）
- ノーランズ （アルバム『プレイバック Part2』、『ノーランズ シング 百恵 2005』に収録）
- 石坂ちなみ （2007年発売、シングル『ちなみんのSWEET TRAP』に収録）
- 松尾ヒロコ （2007年発売、アルバム『ユーロの花道〜昭和ロマン歌謡〜』に収録）
- カバーソング・ドールズ（2007年発売、アルバム『Cover Song Dolls』に収録）
- 白石涼子 （2009年発売、アルバム『夏のあらし! キャラクターソングアルバム　歌声喫茶方舟』に収録）
- 蓮実クレア（2016年発売、シングル『ひと夏の経験』に収録）